# Антонівська сільська територіальна громада
Антонівська сільська громада — територіальна громада в Україні, у Вараському районі Рівненської области. Адміністративний центр — с. Антонівка.
Площа громади — 113,6 км², населення — 5677 осіб (2020).

## Населені пункти
У складі громади 4 села:
- Антонівка
- Великі Цепцевичі
- Нетреба
- Чаква